# Australia's Next Top Model (mùa 10)
Mùa thứ mười của Australia's Next Top Model bắt đầu phát sóng vào ngày 20 tháng 9 năm 2016 trên Fox8. Jennifer Hawkins và Alex Perry trở lại cùng với cố vấn người mẫu Cheyenne Tozzi. Người đồng sự của Tozzi và cựu giám khảo Didier Cohen rời chương trình sau mùa 9 và được thay thế bởi cặp song sinh Stenmark, người mẫu Jordan và Zac Stenmark, làm cộng sự cố vấn của cô. Siêu mẫu Megan Gale tham gia ban giám khảo.
Điểm đến quốc tế của mùa này Milan dành cho top 4.
Người chiến thắng trong cuộc thi là Aleyna FitzGerald, 16 tuổi từ Newcastle. Cô giành được các giải thưởng cho mùa này bao gồm:
- 1 hợp đồng người mẫu với Priscilla's Model Management trong một năm
- Lên ảnh bìa cùng 8 trang biên tập cho tạp chí Elle
- 1 chuyến đi đến New York cho New York Fasion Week
- Giải thưởng tiền mặt trị giá $20.000 từ Colgate Optic White
- 1 chiếc Mazda2 Hatch

## Tóm tắt mùa giải

### Yêu cầu
Tất cả thí sinh đăng ký phải từ 16 tuổi trở lên để đăng ký và phải cao từ 1m72 trở nên. Để có đủ điều kiện, tất cả các thí sinh phải là công dân Úc hiện đang sinh sống tại Úc. Các yêu cầu bổ sung cho biết thí sinh không thể có kinh nghiệm trước đây như một người mẫu trong một chiến dịch quảng cáo trong vòng 5 năm qua.

### Vòng sơ tuyển
Các vòng sơ tuyển được tổ chức ở Gold Coast vào 23 tháng 9, Sydney vào 25-26 tháng 9, Melbourne vào ngày 30 tháng 9 và ngày 1 tháng 10, Hobart vào 3 tháng 10 và Perth vào ngày 9 tháng 10. Các ứng viên từ Darwin, Dubbo, Port Macquarie và Townsville cũng được mời tham gia vòng sơ tuyển. Các ứng viên cũng được khuyến khích nộp đơn đăng ký trực tuyến nếu họ không thể xuất hiện tại vòng sơ tuyển trực tiếp.

### Khách mời đặc biệt
Để kỷ niệm 10 năm thành lập, chương trình đã quyết định mời nhiều người mẫu Úc nổi tiếng như khách mời cho chu kỳ mới. Bao gồm Elle Macpherson, Gemma Ward và Miranda Kerr. Chương trình cũng đã mời lại một số thí sinh từ các mùa trước cho khách mời, trong số đó có quán quân mùa 7, Montana Cox và á quân 2 Simone Holtznagel, quán quân mùa 6, Amanda Ware, và á quân mùa 5, Cassi Van Den Dungen. Buổi ghi hình cuối cùng đã kết thúc với một chương trình trình diễn thời trang với một số cựu thí sinh khác từ 9 mùa giải trước.

## Thí sinh
(Tuổi tính từ ngày dự thi)
| Thí sinh             | Tuổi | Chiều cao               | Quê quán    | Bị loại ở | Hạng |
| -------------------- | ---- | ----------------------- | ----------- | --------- | ---- |
| Sofie Baric          | 17   | 1,77 m (5 ft 9+1⁄2 in)  | Hobart      | Tập 1     | 13   |
| Laura Taaffe         | 20   | 1,75 m (5 ft 9 in)      | Perth       | Tập 2     | 12   |
| Summer Kane          | 19   | 1,77 m (5 ft 9+1⁄2 in)  | Melbourne   | Tập 3     | 11   |
| Jordan Simek         | 20   | 1,78 m (5 ft 10 in)     | Sydney      | Tập 4     | 10   |
| Jessie Andrewartha   | 21   | 1,83 m (6 ft 0 in)      | Adelaide    | Tập 5     | 9    |
| Christy Baker        | 17   | 1,72 m (5 ft 7+1⁄2 in)  | Brisbane    | Tập 6     | 8    |
| Vitoria Triboni      | 25   | 1,77 m (5 ft 9+1⁄2 in)  | Sydney      | Tập 6     | 7    |
| Belinda Kosorok      | 18   | 1,75 m (5 ft 9 in)      | Wagga Wagga | Tập 7     | 6    |
| Kassidy Ure          | 19   | 1,76 m (5 ft 9+1⁄2 in)  | Newcastle   | Tập 8     | 5    |
| Linnea Stevens-Jones | 16   | 1,76 m (5 ft 9+1⁄2 in)  | Sydney      | Tập 9     | 4    |
| Daisy Davies         | 19   | 1,77 m (5 ft 9+1⁄2 in)  | Sydney      | Tập 9     | 3    |
| Sabine Jamieson      | 17   | 1,73 m (5 ft 8 in)      | Byron Bay   | Tập 10    | 2    |
| Aleyna FitzGerald    | 16   | 1,79 m (5 ft 10+1⁄2 in) | Newcastle   | Tập 10    | 1    |

## Các tập

### Tập 1: Premiere
Khởi chiếu: 20 tháng 9 năm 2016
13 cô gái mới từ khắp cả nước đã được gặp nhau lần đầu tiên. Sau đó họ đã được gặp ban giám khảo và đã tham gia thử thách trình diễn thời trang đầu tiên cho bộ sưu tập Xuân-Hè 2016 của Alex Perry trước 400 vị khách VIP. Sau khi buổi trình diễn kết thúc, họ đã được biết số điểm thử thách của mình là Aleyna là người giành số điểm cao nhất với 10 điểm.
Ngày hôm sau, họ được di chuyển tới ngôi nhà chung của mình. Sau đó, họ đã có một buổi chụp hình đầu tiên trên đường phố vào đêm tại sòng bạc The Star, trong khi họ sẽ tạo dáng cùng với quán quân mùa 7, Montana Cox. Vào buổi đánh giá ngày tiếp theo, Aleyna có tấm ảnh đẹp nhất với 34.5 điểm còn Sofie là thí sinh đầu tiên bị loại với 18 điểm.
| Điểm | Điểm     | Điểm | Điểm     | Điểm  | Điểm     | Điểm | Điểm |
| ---- | -------- | ---- | -------- | ----- | -------- | ---- | ---- |
| Hạng | Thí sinh | Alex | Jennifer | Megan | T. Thách | Tổng |      |
| 1    | Aleyna   | 7    | 8.5      | 9     | 10       | 34.5 |      |
| 2    | Jessie   | 23.5 | 23.5     | 23.5  | 9.5      | 32   |      |
| 3    | Christy  | 22   | 22       | 22    | 9        | 31   |      |
| 4    | Linnea   | 7    | 15       | 15    | 7        | 29   |      |
| 5-6  | Sabine   | 21.5 | 21.5     | 21.5  | 7        | 28.5 |      |
| 5-6  | Vitoria  | 5.5  | 15.5     | 15.5  | 7.5      | 28.5 |      |
| 7    | Jordan   | 6.5  | 7        | 7     | 7        | 27.5 |      |
| 8    | Daisy    | 8    | 8        | 4     | 7        | 27   |      |
| 9    | Belinda  | 5    | 7.5      | 6     | 8        | 26.5 |      |
| 10   | Kassidy  | 13   | 13       | 5     | 6        | 24   |      |
| 11   | Laura    | 4    | 10       | 10    | 8        | 22   |      |
| 12   | Summer   | 4    | 5.5      | 4     | 5        | 18.5 |      |
| 13   | Sofie    | 4    | 4        | 4     | 6        | 18   |      |

- Nhiếp ảnh gia: Georges Antoni
- Khách mời đặc biệt: Montana Cox

### Tập 2: High-pressure Week
Khởi chiếu: 27 tháng 9 năm 2016
12 cô gái còn lại đã được chia 4 nhóm cho thử thách quay video quảng cáo 15 giây trên Instagram cho Colgate Optic White, Jordan chiến thắng thử thách nên sẽ trở thành đại sứ cho Colgate Optic White và sẽ được 10 điểm thử thách.
Ngày hôm sau, các thí sinh được đưa tới trường đua ngựa Randwick cho buổi chụp hình tiếp theo theo phong cách người đua ngựa, trong khi họ sẽ phải tạo dáng cùng với một con ngựa đua và sẽ được siêu mẫu Elle Macpherson chỉ dẫn trong suốt buổi chụp hình. Vào buổi đánh giá ngày tiếp theo, Jordan có tấm ảnh đẹp nhất với 36 điểm còn Laura là thí sinh tiếp theo bị loại với 23.5 điểm.
| Điểm | Điểm     | Điểm     | Điểm | Điểm  | Điểm     | Điểm | Điểm |
| ---- | -------- | -------- | ---- | ----- | -------- | ---- | ---- |
| Hạng | Thí sinh | Jennifer | Alex | Megan | T. Thách | Tổng |      |
| 1    | Jordan   | 7.5      | 9    | 9.5   | 10       | 36   |      |
| 2    | Linnea   | 9.5      | 8    | 9     | 7        | 33.5 |      |
| 3    | Christy  | 9        | 7    | 9     | 6        | 31   |      |
| 4    | Aleyna   | 7        | 14   | 14    | 9.5      | 30.5 |      |
| 5    | Jessie   | N/A      | 8    | N/A   | 6        | 29   |      |
| 6-7  | Belinda  | 7        | 12   | 12    | 8.5      | 27.5 |      |
| 6-7  | Vitoria  | 14       | 14   | 6.5   | 7        | 27.5 |      |
| 8    | Sabine   | 7        | 7    | 7     | 6        | 27   |      |
| 9-10 | Daisy    | 12       | 12   | 7     | 7.5      | 26.5 |      |
| 9-10 | Kassidy  | 7        | 5    | 7     | 7.5      | 26.5 |      |
| 11   | Summer   | 6        | 6    | 5.5   | 7.5      | 25   |      |
| 12   | Laura    | 6        | 5    | 5.5   | 7        | 23.5 |      |

- Nhiếp ảnh gia: Gary Heery
- Khách mời đặc biệt: Tina Kim, Elle Macpherson

### Tập 3: Working Model Week
Khởi chiếu: 4 tháng 10 năm 2016
11 cô gái còn lại được đưa tới cửa hàng trang sức Swarovski để tự chọn trang sức cho mình, trước khi tham gia vào buổi trình diễn cho Swarovski tại Mercedes-Benz Fashion Week, Vitoria chiến thắng thử thách nên sẽ được xuất hiện trên chiến dịch quảng cáo cho Crystaldust của Swarovski sắp tới và sẽ được 10 điểm thử thách.
Ngày hôm sau, họ đã có buổi chụp hình tiếp theo theo nhóm trong trang phục được làm từ cao su. Nhưng trước đó, họ đã được xem 3 cựu thí sinh của mùa trước là Amanda Ware, Cassi Van Den Dungen và Simone Holtznagel chụp hình với nhau để hướng dẫn cho họ. Vào buổi đánh giá ngày tiếp theo, Kassidy có màn thể hiện tốt nhất với 34.5 điểm còn Summer là thí sinh tiếp theo bị loại với 27 điểm.
| Điểm | Điểm     | Điểm     | Điểm  | Điểm | Điểm     | Điểm | Điểm |
| ---- | -------- | -------- | ----- | ---- | -------- | ---- | ---- |
| Hạng | Thí sinh | Jennifer | Megan | Alex | T. Thách | Tổng |      |
| 1    | Kassidy  | 9.5      | 16    | 16   | 9        | 34.5 |      |
| 2    | Aleyna   | 18.5     | 18.5  | 8    | 6.5      | 33   |      |
| 3    | Sabine   | 15       | 15    | 9    | 7.5      | 31.5 |      |
| 4    | Belinda  | 9.5      | 7     | 8    | 6        | 30.5 |      |
| 5-6  | Christy  | 16       | 16    | 9    | 6        | 30   |      |
| 5-6  | Vitoria  | 7        | 13    | 13   | 10       | 30   |      |
| 7    | Jessie   | 7        | 8.5   | 8    | 6        | 29.5 |      |
| 8    | Jordan   | 7        | 14    | 14   | 8        | 29   |      |
| 9    | Linnea   | 14       | 14    | 7    | 7        | 28   |      |
| 10   | Daisy    | 7        | 6     | 7.5  | 7        | 27.5 |      |
| 11   | Summer   | 7        | 7     | 6.5  | 6.5      | 27   |      |

- Nhiếp ảnh gia: Jez Smith
- Khách mời đặc biệt: Margaret Simonovska, Amanda Ware, Cassi Van Den Dungen, Simone Holtznagel

### Tập 4: Makeover Week
Khởi chiếu: 11 tháng 10 năm 2015
10 cô gái còn lại được đưa tới tiệm salon EdwardsAndCo để nhận diện mạo mới của mình. Ngày hôm sau, họ đã được đưa tới quán ăn cổ điển Skyline Drive-In ở Blacktown cho buổi chụp hình tiếp theo theo phong cách thời trang thập niên 1950, trong khi họ sẽ phải tạo dáng cùng với các người mẫu lập dị.
Vào buổi đánh giá ngày tiếp theo với sự xuất hiện của giám khảo khách mời là Doll Wright, Linnea, Kassidy & Jessie đều có tấm ảnh đẹp nhất với 25.5 điểm còn Jordan là thí sinh tiếp theo bị loại với 19 điểm.
| Điểm | Điểm     | Điểm | Điểm     | Điểm | Điểm | Điểm |
| ---- | -------- | ---- | -------- | ---- | ---- | ---- |
| Hạng | Thí sinh | Alex | Jennifer | Doll | Tổng |      |
| 1    | Linnea   | 9    | 16.5     | 16.5 | 25.5 |      |
| 1    | Kassidy  | 8.5  | 9        | 8    | 25.5 |      |
| 1    | Jessie   | 9    | 8        | 8.5  | 25.5 |      |
| 4    | Christy  | 17   | 17       | 8    | 25   |      |
| 5    | Aleyna   | 8    | 16.5     | 16.5 | 24.5 |      |
| 6    | Daisy    | 8    | 7.5      | 6.5  | 22   |      |
| 7-8  | Sabine   | 14   | 14       | 7.5  | 21.5 |      |
| 7-8  | Vitoria  | 15   | 15       | 6.5  | 21.5 |      |
| 9    | Belinda  | 7    | 6        | 6.5  | 19.5 |      |
| 10   | Jordan   | 7    | 6        | 6    | 19   |      |

- Nhiếp ảnh gia: Max Doyle
- Khách mời đặc biệt: Joey Scandizzo, Doll Wright

### Tập 5: Iconic Model Week
Khởi chiếu: 18 tháng 10 năm 2016
9 cô gái còn lại được gặp người mẫu-diễn viên Gemma Ward cho thử thách quay video giới thiệu về chiếc váy đen nhỏ, trong khi các thí sinh phải tự chọn váy cho mình và họ sẽ chỉ có 1 tiếng để tự viết lời thoại cho mình. Sau khi thử thách kết thúc, họ đã được biết số điểm thử thách của mình là Daisy là người giành số điểm cao nhất với 10 điểm. Sau đó, Jennifer thông báo cho các cô gái là họ sẽ được tới Tasmania. Ngày hôm sau, họ đã được tới Tasmania và đã có một ngày thư giãn ở đó.
Ngày tiếp theo, họ được đưa tới núi Cradle cho buổi chụp ảnh tiếp theo hóa thân thành chiến binh thời trang trong rừng. Trong khi buổi chụp hình đang diễn ra, Belinda đã không thể tham gia vào buổi chụp hình vì lý do sức khỏe và đã phải nhập viện. Vào buổi đánh giá ngày hôm sau ngay sau khi họ quay về Sydney, Belinda đã được ban giám khảo cho miễn loại. Kết quả là Aleyna có tấm ảnh đẹp nhất vời 38 điểm còn Jessie là thí sinh tiếp theo bị loại với 27 điểm.
| Điểm      | Điểm     | Điểm     | Điểm | Điểm  | Điểm     | Điểm | Điểm |
| --------- | -------- | -------- | ---- | ----- | -------- | ---- | ---- |
| Hạng      | Thí sinh | Jennifer | Alex | Megan | T. Thách | Tổng |      |
| Miễn loại | Belinda  | N/A      | N/A  | N/A   | 9        | N/A  |      |
| 1         | Aleyna   | 10       | 10   | 10    | 8        | 38   |      |
| 2-3       | Linnea   | 10       | 8.5  | 8.5   | 7        | 34   |      |
| 2-3       | Kassidy  | 9        | 17.5 | 17.5  | 7.5      | 34   |      |
| 4         | Daisy    | 8        | 8.5  | 7     | 10       | 33.5 |      |
| 5         | Vitoria  | 9.5      | 15   | 15    | 7.5      | 32   |      |
| 6         | Sabine   | 21.5     | 21.5 | 21.5  | 9        | 30.5 |      |
| 7         | Christy  | 7        | 7    | 7     | 7        | 28   |      |
| 8         | Jessie   | 7        | 6.5  | 6.5   | 7        | 27   |      |

- Nhiếp ảnh gia: Adam Flipp
- Khách mời đặc biệt: Gemma Ward

### Tập 6: Extreme Model Week
Khởi chiếu: 25 tháng 10 năm 2016
8 cô gái còn lại được đưa tới một hồ bơi lớn cho thử thách trình diễn thời trang tiếp theo của mình trong váy dạ hội, trong khi họ sẽ phải đi trên sàn diễn làm bằng phao nổi trên mặt nước và phải tạo dáng sau khi nhảy xuống nước. Kết quả là Linnea chiến thắng thử thách nên sẽ được miễn loại trong tuần này và sẽ được 9 điểm thử thách.
Ngày hôm sau, họ đã có buổi chụp hình tiếp theo hóa thân thành những người biểu diễn lửa, trong khi họ sẽ phải tạo dáng với lửa ở xung quanh họ. Vào buổi đánh giá ngày tiếp theo, Linnea có tấm ảnh đẹp nhất với 37 điểm. Kassidy đang bị đứng cuối với 30 điểm còn tiếp theo là tới Christy chấm điểm nhưng bị loại với 29 điểm và cuối cùng và tới Vitoria chấm điểm. Tuy có điểm cao hơn Christy là 29.5 điểm nhưng không đủ điểm để vượt qua Kassidy nên Vitoria cũng là thí sinh bị loại tiếp theo.
| Điểm | Điểm     | Điểm     | Điểm | Điểm  | Điểm     | Điểm | Điểm |
| ---- | -------- | -------- | ---- | ----- | -------- | ---- | ---- |
| Hạng | Thí sinh | Jennifer | Alex | Megan | T. Thách | Tổng |      |
| 1    | Linnea   | 10       | 9    | 9     | 9        | 37   |      |
| 2    | Aleyna   | 17.5     | 17.5 | 9.5   | 8        | 35   |      |
| 3    | Daisy    | 9        | 8.5  | 9     | 6        | 32.5 |      |
| 4    | Sabine   | 16       | 16   | 8     | 7        | 31   |      |
| 5    | Belinda  | 7.5      | 16.5 | 16.5  | 6.5      | 30.5 |      |
| 6    | Kassidy  | 8        | 6.5  | 8.5   | 7        | 30   |      |
| 7    | Vitoria  | 7.5      | 7    | 7.5   | 7.5      | 29.5 |      |
| 8    | Christy  | 7        | 8    | 7     | 7        | 29   |      |

- Nhiếp ảnh gia: Simon Lekias

### Tập 7: Body Model Week
Khởi chiếu: 1 tháng 11 năm 2016
6 cô gái còn lại đã có thử thách chụp hình cho Fitbit Alta, khi họ sẽ chỉ có 15 phút để lựa chọn trang phục cho mình theo 2 chủ đề là phong cách vận động & phong cách thời trang và họ sẽ chỉ có 1 phút để chụp hình, Kassidy chiến thắng thử thách nên sẽ được trở thành đại sứ mới cho Fitbit Alta và sẽ được 9.5 điểm thử thách.
Ngày hôm sau, họ đã có buổi chụp hình tiếp theo cho đồ bơi Cozi của Jennifer Hawkins, nhưng lần này họ sẽ phải tập trung hoàn toàn trên cơ thể của họ trong khi mặt họ bị che khuất. Vào buổi đánh giá ngày tiếp theo, Aleyna đã tự rời khỏi phòng đánh giá vì bị rối loạn lo âu do áp lực của tuần này. Kết quả là Daisy có tấm ảnh đẹp nhất với 37.5 điểm còn Belinda là thí sinh bị loại tiếp theo với 30 điểm. 
| Điểm | Điểm     | Điểm | Điểm     | Điểm  | Điểm     | Điểm | Điểm |
| ---- | -------- | ---- | -------- | ----- | -------- | ---- | ---- |
| Hạng | Thí sinh | Alex | Jennifer | Megan | T. Thách | Tổng |      |
| 1    | Daisy    | 10   | 9        | 10    | 8.5      | 37.5 |      |
| 2    | Sabine   | 10   | 10       | 10    | 7        | 37   |      |
| 3    | Aleyna   | 9.5  | 8        | 9.5   | 9        | 36   |      |
| 4    | Kassidy  | 8    | 9        | 9     | 9.5      | 35.5 |      |
| 5    | Linnea   | 8    | 9        | 7.5   | 7.5      | 32   |      |
| 6    | Belinda  | 7.5  | 8        | 7.5   | 7        | 30   |      |

- Nhiếp ảnh gia: Pierre Toussaint
- Khách mời đặc biệt: Jaime Hardley, Neysa Goh

### Tập 8: Influential Model Week
Khởi chiếu: 8 tháng 11 năm 2016
5 cô gái còn lại được chia thành hai đội cho thử thách chụp hình cho Mazda 2, khi họ sẽ chỉ có 2 tiếng để chụp ảnh với xe trong phong cách riêng của mình trên đường phố. Kết quả là Aleyna chiến thắng thử thách nên sẽ được xuất hiện trong chiến dịch quảng cáo cho Mazda 2 và sẽ được 9.5 điểm thử thách.
Ngày hôm sau, họ đã có buổi chụp hình tiếp theo với trang phục thiết kế đầy màu sắc và sẽ được siêu mẫu Miranda Kerr chỉ dẫn trong suốt buổi chụp hình. Vào buổi đánh giá ngày tiếp theo, Linnea có tấm ảnh đẹp nhất với 35.5 điểm còn Kassidy là thí sinh bị loại tiếp theo với 31 điểm.
| Điểm | Điểm     | Điểm | Điểm     | Điểm  | Điểm     | Điểm | Điểm |
| ---- | -------- | ---- | -------- | ----- | -------- | ---- | ---- |
| Hạng | Thí sinh | Alex | Jennifer | Megan | T. Thách | Tổng |      |
| 1    | Linnea   | 9    | 10       | 9     | 7.5      | 35.5 |      |
| 2    | Aleyna   | 7.5  | 9.5      | 8.5   | 9.5      | 35   |      |
| 3    | Sabine   | 8    | 8        | 9     | 8.5      | 33.5 |      |
| 4    | Daisy    | 9    | 7.5      | 7.5   | 7.5      | 31.5 |      |
| 5    | Kassidy  | 6.5  | 8        | 8     | 8.5      | 31   |      |

- Nhiếp ảnh gia: Grahame Shearer
- Khách mời đặc biệt: Lauren Phillips, Miranda Kerr

### Tập 9: International Models
Khởi chiếu: 15 tháng 11 năm 2016
Ngay sau khi Kassidy bị loại, ban giám khảo đã thông báo cho 4 cô gái còn lại là họ sẽ được đến Milan. Sau khi đến nơi, họ được gặp Megan và người mẫu Saverio Rotini tại quảng trường Piazza del Duomo để thông báo về thử thách casting cho nhà thiết kế Gaia Trussardi. Sau đó, họ đi đến trụ sở của D'Management Group để nghe kết quả từ Megan và Saverio, Aleyna chiến thắng thử thách nên sẽ được tăng gấp đôi thời gian ở buổi chụp hình vào ngày mai và sẽ được 9.5 điểm thử thách.
Ngày hôm sau, họ được đưa tới kênh đào Naviglio Grande cho buổi chụp hình tiếp theo hóa thân người phụ nữ thời trang của Ý, khi họ sẽ được mặc trên người những nhãn hiệu thời trang cao cấp của Ý. Vào buổi đánh giá ngay sau khi họ quay về Sydney, Jennifer đã tiết lộ rằng sẽ chỉ có 2 thí sinh sẽ bước vào chung kết. Sabine là thí sinh đầu tiên vào chung kết với 38.5 điểm và tiếp theo là Aleyna với 38 điểm. Linnea là thí sinh bị loại đầu tiên với 36 điểm còn tiếp theo là Daisy với 37.5 điểm.
| Điểm | Điểm     | Điểm     | Điểm | Điểm  | Điểm     | Điểm | Điểm |
| ---- | -------- | -------- | ---- | ----- | -------- | ---- | ---- |
| Hạng | Thí sinh | Jennifer | Alex | Megan | T. Thách | Tổng |      |
| 1    | Sabine   | 10       | 10   | 10    | 8.5      | 38.5 |      |
| 2    | Aleyna   | 9.5      | 10   | 9     | 9.5      | 38   |      |
| 3    | Daisy    | 10       | 10   | 10    | 7.5      | 37.5 |      |
| 4    | Linnea   | 9.5      | 9    | 9.5   | 8        | 36   |      |

- Nhiếp ảnh gia: Stefania Paparelli
- Khách mời đặc biệt: Saverio Rotini, Gaia Trussardi

### Tập 10: Finale
Khởi chiếu: 22 tháng 11 năm 2016
Aleyna và Sabine đã có buổi chụp hình cuối cùng cho ảnh bìa và 8 trang biên tập cho tạp chí Elle tháng 12. Ngày hôm sau, họ đã được gặp lại 11 cô gái bị loại trước đó cho buổi trình diễn thời trang cuối cùng cùng với 40 thí sinh từ tất cả 9 mùa trước. Sau khi các giám khảo xem lại buổi chụp hình cuối cùng của họ, Aleyna là quán quân thứ mười của Australia's Next Top Model.
| Hạng | Thí sinh | Jennifer | Alex | Megan | Tổng |
| 1    | Aleyna   | 10       | 10   | 9.5   | 29.5 |
| 2    | Sabine   | 9.5      | 9.5  | 10    | 29   |

- Nhiếp ảnh gia: Georges Antoni
- Khách mời đặc biệt: Justine Cullen, 40 thí sinh của 9 mùa trước đó

| Mùa | Thí sinh |
| --- | --- |
| 1   | Naomi Thompson, Zoe McDonald, Simmone Duckmanton, Chloe Wilson, Gemma Sanderson                                          |
| 2   | Sophie Miller, Madeleine Rose, Simone Viljoen, Eboni Stocks                                                              |
| 3   | Cobi Marsh, Steph Flockhart, Danica Brown, Jordan Loukas                                                                 |
| 4   | Alamela Rowan, Caris Eves, Samantha Downie                                                                               |
| 5   | Leah Johnsen, Madison Wall, Adele Thiel, Cassi Van Den Dungen                                                            |
| 6   | Valeria Nilova, Sally Geach, Amanda Ware                                                                                 |
| 7   | Caroline Austin, Yolanda Hodgson, Jess Bush, Madeline Huett, Izzy Vesey, Simone Holtznagel                               |
| 8   | Jade Collins, Abbie Weir, Duckie Thot                                                                                    |
| 9   | Kaitlyn Bennett, Ayieda Malou, Phoebe Deskovic, Tanahya Cohen, Izi Simundic, Jordan Burridge, Jess Thomas, Lucy Markovic |

## Kết quả

### Điểm
(Tổng và Trung bình trong bảng được tính từ từng số điểm mỗi tập)
| Hạng | Thí sinh | Tập  | Tập  | Tập  | Tập  | Tập  | Tập  | Tập  | Tập  | Tập  | Tập  | Tổng  | Trung bình |
| Hạng | Thí sinh | 1    | 2    | 3    | 4    | 5    | 6    | 7    | 8    | 9    | 10   | Tổng  | Trung bình |
| ---- | -------- | ---- | ---- | ---- | ---- | ---- | ---- | ---- | ---- | ---- | ---- | ----- | ---------- |
| 1    | Aleyna   | 34,5 | 30,5 | 33   | 24,5 | 38   | 35   | 36   | 35   | 38   | 29,5 | 334,5 | 33,45      |
| 2    | Sabine   | 28,5 | 27   | 31,5 | 21,5 | 30,5 | 31   | 37   | 33,5 | 38,5 | 29   | 308   | 30,8       |
| 3    | Daisy    | 27   | 26,5 | 27,5 | 22   | 33,5 | 32,5 | 37,5 | 31,5 | 37,5 |      | 275,5 | 30,61      |
| 4    | Linnea   | 29   | 33,5 | 28   | 25,5 | 34   | 37   | 32   | 35,5 | 36   |      | 290,5 | 32,27      |
| 5    | Kassidy  | 24   | 26,5 | 34,5 | 25,5 | 34   | 30   | 35,5 | 31   |      |      | 241   | 30,12      |
| 6    | Belinda  | 26,5 | 27,5 | 30,5 | 19,5 |      | 30,5 | 30   |      |      |      | 164,5 | 27,41      |
| 7    | Vitoria  | 28,5 | 27,5 | 30   | 21,5 | 32   | 29,5 |      |      |      |      | 169   | 28,16      |
| 8    | Christy  | 31   | 31   | 30   | 25   | 28   | 29   |      |      |      |      | 174   | 29         |
| 9    | Jessie   | 32   | 29   | 29,5 | 25,5 | 27   |      |      |      |      |      | 143   | 28,6       |
| 10   | Jordan   | 27,5 | 36   | 29   | 19   |      |      |      |      |      |      | 111,5 | 27,87      |
| 11   | Summer   | 18,5 | 25   | 27   |      |      |      |      |      |      |      | 70,5  | 23,5       |
| 12   | Laura    | 22   | 23,5 |      |      |      |      |      |      |      |      | 45,5  | 22,75      |
| 13   | Sofie    | 18   |      |      |      |      |      |      |      |      |      | 18    | 18         |

     Thí sinh có điểm cao nhất.
     Thí sinh bị loại.
     Thí sinh ở cuối bảng.

### Xếp hạng
| Thứ tự | Tập     | Tập     | Tập     | Tập                   | Tập     | Tập     | Tập     | Tập     | Tập    | Tập    |  |
| Thứ tự | 1       | 2       | 3       | 4                     | 5       | 6       | 7       | 8       | 9      | 10     |  |
| ------ | ------- | ------- | ------- | --------------------- | ------- | ------- | ------- | ------- | ------ | ------ |  |
| 1      | Aleyna  | Jordan  | Kassidy | Linnea Kassidy Jessie | Belinda | Linnea  | Daisy   | Linnea  | Sabine | Aleyna |  |
| 2      | Jessie  | Linnea  | Aleyna  | Linnea Kassidy Jessie | Aleyna  | Aleyna  | Sabine  | Aleyna  | Aleyna | Sabine |  |
| 3      | Christy | Christy | Sabine  | Linnea Kassidy Jessie | Kassidy | Daisy   | Aleyna  | Sabine  | Daisy  |        |  |
| 4      | Linnea  | Aleyna  | Belinda | Christy               | Linnea  | Sabine  | Kassidy | Daisy   | Linnea |        |  |
| 5      | Vitoria | Jessie  | Christy | Aleyna                | Daisy   | Belinda | Linnea  | Kassidy |        |        |  |
| 6      | Sabine  | Belinda | Vitoria | Daisy                 | Vitoria | Kassidy | Belinda |         |        |        |  |
| 7      | Jordan  | Vitoria | Jessie  | Sabine                | Sabine  | Vitoria |         |         |        |        |  |
| 8      | Daisy   | Sabine  | Jordan  | Vitoria               | Christy | Christy |         |         |        |        |  |
| 9      | Belinda | Daisy   | Linnea  | Belinda               | Jessie  |         |         |         |        |        |  |
| 10     | Kassidy | Kassidy | Daisy   | Jordan                |         |         |         |         |        |        |  |
| 11     | Laura   | Summer  | Summer  |                       |         |         |         |         |        |        |  |
| 12     | Summer  | Laura   |         |                       |         |         |         |         |        |        |  |
| 13     | Sofie   |         |         |                       |         |         |         |         |        |        |  |

     Thí sinh bị loại.
     Thí sinh được miễn loại.
     Thí sinh chiến thắng cuộc thi.
- Ở tập 4, Jessie, Kassidy & Linnea đều có số điểm cao nhất.
- Ở tập 5, Belinda không thể tham gia vào buổi chụp hình vì lý do y tế, và do đó chỉ giành được điểm số 9 cho thử thách tuần này. Do sự quan tâm của giám khảo nên được miễn loại tuần này. Mặc dù cô có điểm số thấp nhất nhưng cô được miễn loại nên phòng đánh giá sẽ tiếp tục với 8 thí sinh khác tham gia vào cả thử thách và chụp ảnh.
- Ở tập 6, Linnea được miễn loại trừ sau khi chiến thắng thử thách và cũng đạt được số điểm kết hợp cao nhất tại Phòng đánh giá. Tuần này cũng có sự loại trừ kép. Christy đã bị loại sau khi cô có số điểm thấp hơn Kassidy lên bảng xếp hạng, người cuối cùng vào thời điểm đó. Mặc dù ghi được cao hơn Christy, Vitoria cũng không thể ghi điểm cao hơn Kassidy.
- Ở tập 9 có loại trừ kép. Linnea đã bị loại sau khi Daisy có số điểm cao hơn cô, nhảy lên vị trí thứ ba. Daisy đã bị loại sau khi Aleyna có điểm cao hơn khiến Daisy dừng ở vị trí thứ ba và Linnea đứng thứ tư.

### Buổi chụp hình
- Tập 1: Tạo dáng với Montana Cox trên đường phố
- Tập 2: Thời trang tay đua ngựa với ngựa đua
- Tập 3: Tạo dáng với trang phục làm từ cao su theo nhóm
- Tập 4: Thời trang thập niên 1950 với các người mẫu lập dị
- Tập 5: Chiến binh thời trang trong rừng ở Tasmania
- Tập 6: Tạo dáng trước lửa
- Tập 7: Đồ bơi Cozi với khuôn mặt bị khuất đi
- Tập 8: Trang phục sặc sỡ theo 1 màu
- Tập 9: Thiếu nữ Milan
- Tập 10: Ảnh bìa tạp chí Elle